# Дускос, Стефанос
Стефанос Дускос (греч. Στέφανος Ντούσκος; 29 марта 1997, Янина, Греция) — греческий гребец (академическая гребля), олимпийский чемпион игр 2020 в заезде одиночек. Участник летних Олимпийских игр 2016 в Рио-де-Жанейро, где занял шестое место в составе четвёрки лёгкого веса.
16 апреля 2024 года стал первым факелоносцем после зажжения огня летних Олимпийских игр 2024 года.

## Карьера
Стефанос Дускос дебютировал на международной арене в 2014 году в семнадцатилетнем возрасте на молодёжном чемпионате мира по академической гребле, проходившем в Варесе. В соревнованиях парных двоек лёгкого веса вместе с Иоаннисом Петру занял второе место в финале B, что позволило им завершить соревнования на восьмом месте. В этом же году они стартовали на юниорском чемпионате мира в Гамбурге и заняли шестое место в главном финале. На чемпионате Европы 2015 года выступал в паре с Спиридоном Яннарисом. Заняв шестое место в финале B, спортсмены завершили соревнования на итоговом 12-м месте. В июле того же года Дускос дебютировал на кубке мира по академической гребле в швейцарском Люцерне, где принял участие в соревнованиях распашных четвёрок лёгкого веса без рулевого. В составе экипажа с Иоаннисом Петру, Георгиосом Консоласом и Элефтериосом Консоласом было достигнуто итоговое 16-е место. На молодёжном чемпионате мира 2015 года завоевал свою первую международную медаль: в дисциплине распашных двоек лёгкого веса без рулевого Стефанос вместе с Иоаннисом Петру заняли третье место, пропустив вперед экипажи из Италии и Турции. В конце сезона на чемпионате мира 2015 вновь выступал на лёгкой четвёрке. В составе с Спиридоном Антонисом, Константиносом Вардакасом и Константиносом Мантциосом экипаж занял четвёртое место в финале C, обеспечив себе общее 16-е место.

## Статистика выступлений
| Соревнование                      | Дисциплина                                   | Место |
| --------------------------------- | -------------------------------------------- | ----- |
| Молодёжный чемпионат мира 2014    | Двойки парные лёгкого веса                   | 8     |
| Чемпионат мира среди юниоров 2014 | Двойки парные                                | 6     |
| Чемпионат Европы 2015             | Двойки парные лёгкого веса                   | 12    |
| Кубок мира III 2015               | Четвёрки распашные лёгкого веса без рулевого | 16    |
| Молодёжный чемпионат мира 2015    | Двойки распашные лёгкого веса без рулевого   | 3     |
| Чемпионат мира 2015               | Четвёрки распашные лёгкого веса без рулевого | 16    |